# Myosotidium

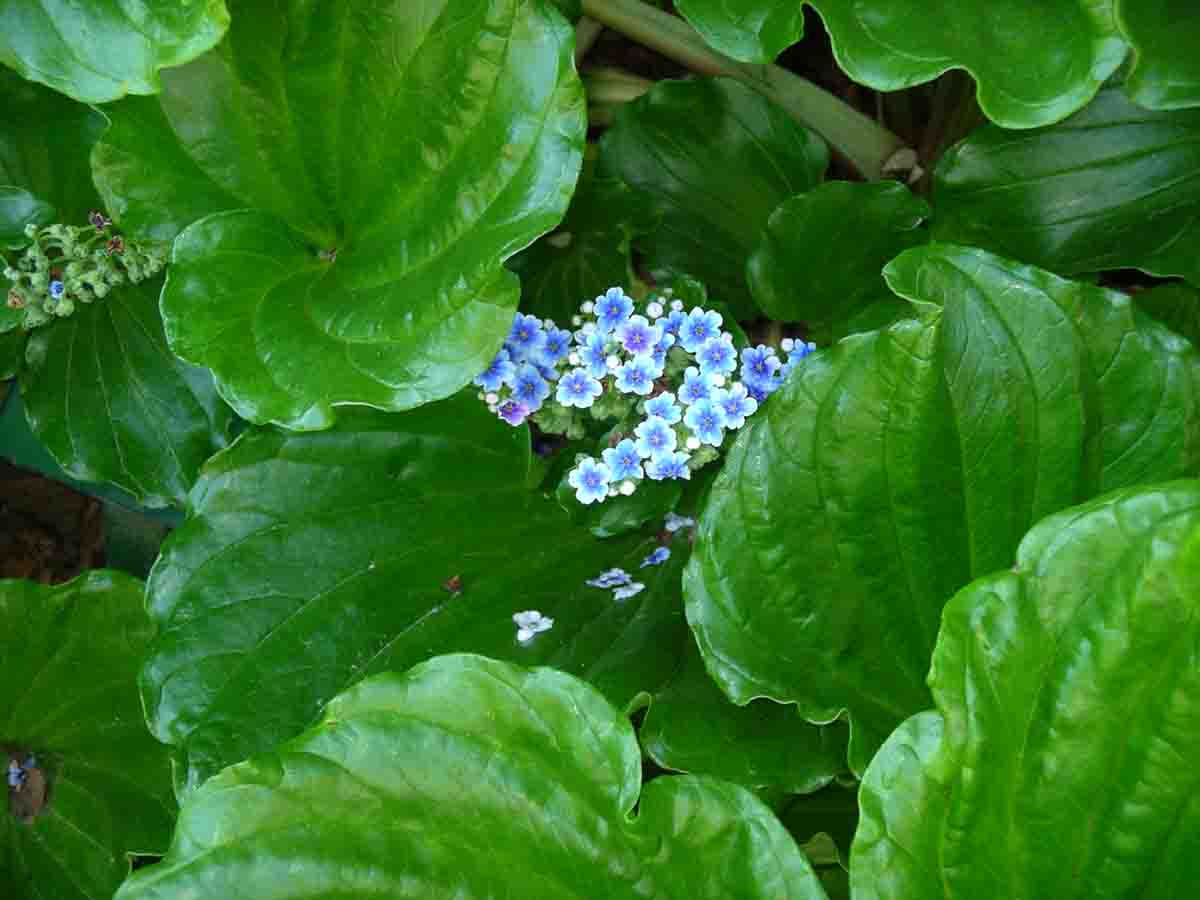
Myosotidium plant

Myosotidium é um gênero de plantas pertencente à família Boraginaceae. Este gênero está representado por duas espécies Myosotidium hortensia, o não me ouvistes das Ilhas Chatham, é nativo das Ilhas Chatham, Nova Zelândia e Myosotidium nobile.
Myosotidium hortensia é uma planta carnuda com grandes folhas orbiculares que tem cachos de flores azuis terminais. É muito utilizada como planta ornamental.